# Francisco Javier Echevarría Barrenechea
Francisco Javier Echevarría Barrenechea (Igorre, 5 de juny de 1950) és un exjugador de futbol basc de les dècades de 1970 i 1980.

## Trajectòria
Després de jugar al futbol base de l'Arratia, fou fitxat pel CD Basconia, club amb el qual jugà a Tercera Divisió. A continuació fitxà per l'Athletic Club, però mai va jugar al primer equip. Primer fou cedit a l'AD Ceuta -mentre feia el servei militar- i a continuació al Club Deportivo Getxo.
La temporada 1974-75 fou el porter titular de la UE Sant Andreu a Segona Divisió, i les seves bones actuacions el portaren a fitxar pel RCD Espanyol l'estiu de 1975. Començà la temporada 1975-76 com a suplent, però a la novena jornada, quan l'equip perdia per 3-0 a El Molinón, José Emilio Santamaría el feu sortir al descans per substituir el porter titular José Luis Borja. Malgrat la derrota final per 6-1, Echevarría va mantenir la titularitat fins a final de temporada. Començà de titular la temporada següent, però a partir del setè partit fou reemplaçat pel porter paraguaià Gato Fernández. A partir de 1977, amb l'arribada a l'equip de Javier Urruticoechea, el seu paper el club fou definitivament el de suplent.
A partir de la temporada 1979-80 inicià una nova etapa al Reial Múrcia, club amb el qual assolí un ascens a primera divisió, però també un descens a Segona. El 1983, amb 33 anys, signà pel Sestao Sport Club, on passà les seves 6 darreres temporades com a professional. Es retirà el juliol de 1989 amb 39 anys.

## Palmarès
Real Murcia
- Segona Divisió espanyola: 1983

Sestao SC
- Segona Divisió B espanyola: 1985
- Copa de la Lliga de Segona Divisió B: 1985